# Bulnes (subte de Buenos Aires)
La estación Bulnes forma parte de la línea D de la red de subterráneos de la Ciudad de Buenos Aires. La estación fue construida por la compañía española CHADOPyF e inaugurada el 29 de diciembre de 1938. Se encuentra debajo de la Avenida Santa Fe entre las calles Bulnes y Anasagasti, en el barrio de Palermo.
Posee una tipología subterránea con 2 andenes laterales y dos vías. Posee un vestíbulo intermedio, y acceso mediante escaleras y escaleras mecánicas, como así también servicio de Wi-Fi público.

## Historia
En 1997 esta estación fue declarada monumento histórico nacional.
En 2006, la empresa que maneja el centro comercial Alto Palermo ubicado frente a la estación, financió la restauración de la estación, colocando el logo en medialuna color rojo tanto en paneles metálicos colocados sobre los techos como en las baldosas que se colocaron en los pisos y el nombre del centro comercial junto al de la estación. Estas baldosas y accesorios se mantuvieron hasta las obras de renovación integral de la estación en el año 2023, cuando fueron reemplazadas por otras más convencionales.

## Decoración
La estación Bulnes posee dos murales de 15,5 x 1,8 metros de superficie basados en bocetos de Alfredo Guido de 1938, y realizados por Cattaneo y Compañía en Buenos Aires, que a diferencia de los murales de la anterior línea construida por la CHADOPyF, cuya temática y origen eran españoles, muestra paisajes y conceptos argentinos. El primero de ellos está ubicado en el andén con dirección a Congreso de Tucumán y está dedicado a las leyendas del país de la selva: la mulánima, la Salamanca y otros mitos de origen local. El mural del andén con dirección a Catedral retrata la arqueología diaguita, los valles de Tucumán, la zafra y los ingenios del noroeste argentino.
En abril de 2015, se realizaron una serie de intervenciones sobre el sector de boleterías y acceso, con la técnica de esténcil a cargo de la artista Carolina Allende.

## Hitos urbanos
Se encuentran en las cercanías de esta:
- Centro comercial Alto Palermo
- Escuela Normal Superior en Lenguas Vivas Sofía Esther Broquen de Spangenberg
- Comisaría N°21 de la Policía Federal Argentina
- Sede Comunal 14
  - Defensoría del niño (Comuna 14)
  - Unidad de Orientación y Denuncia Palermo
- Centros Médicos Barriales N.º 22
- Escuela Primaria Común N.º 16 Wenceslao Posse
- Escuela Primaria Común N.º 12 Gral. Las Heras
- Plaza Güemes
- Escuela Normal Superior N.º 6 Vicente López y Planes
- Biblioteca de la Cámara Argentina de la Industria Plástica
- Biblioteca José Murthag
- Parque Las Heras
  - La Calesita de Pedrito

## Imágenes

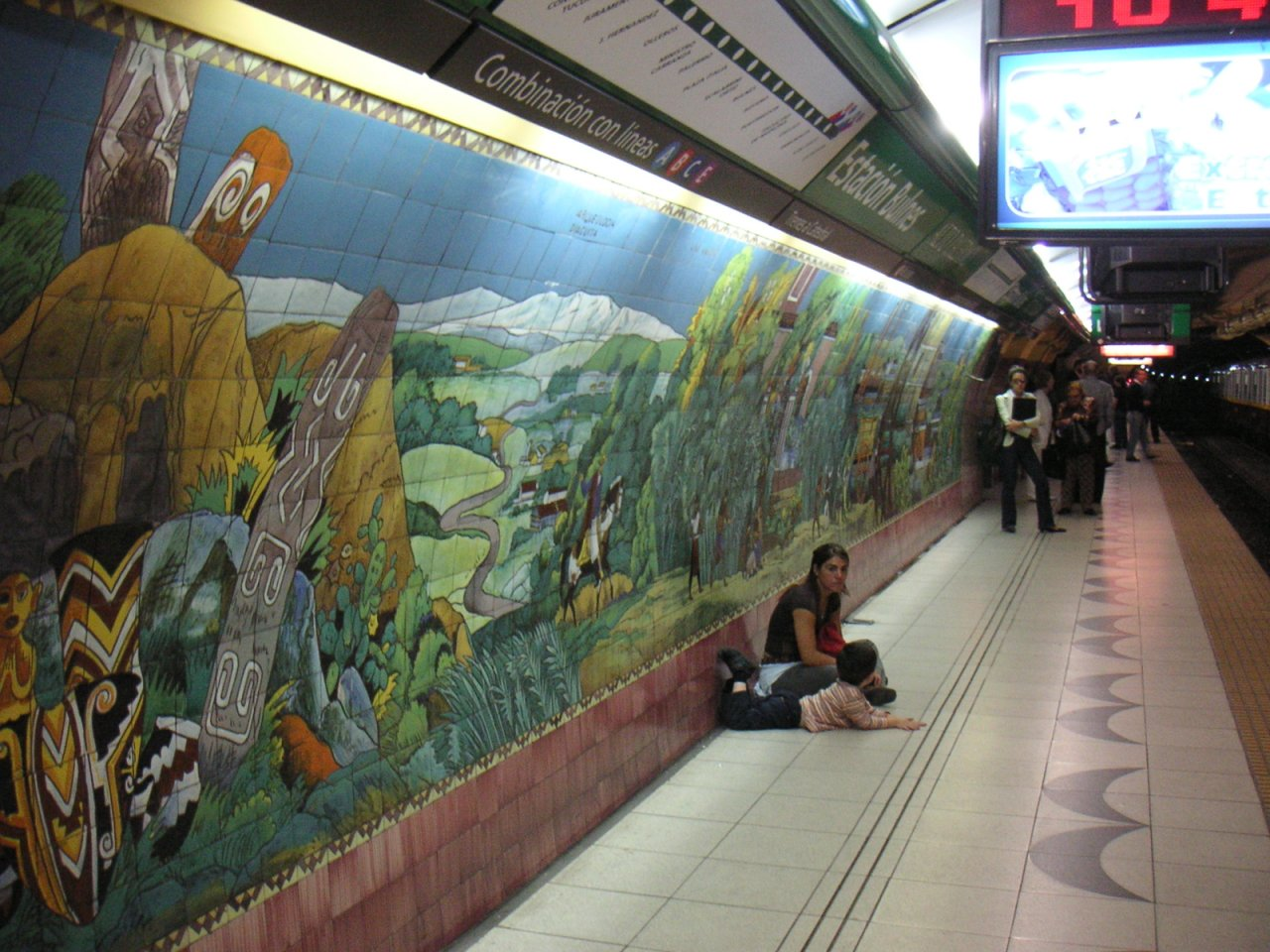
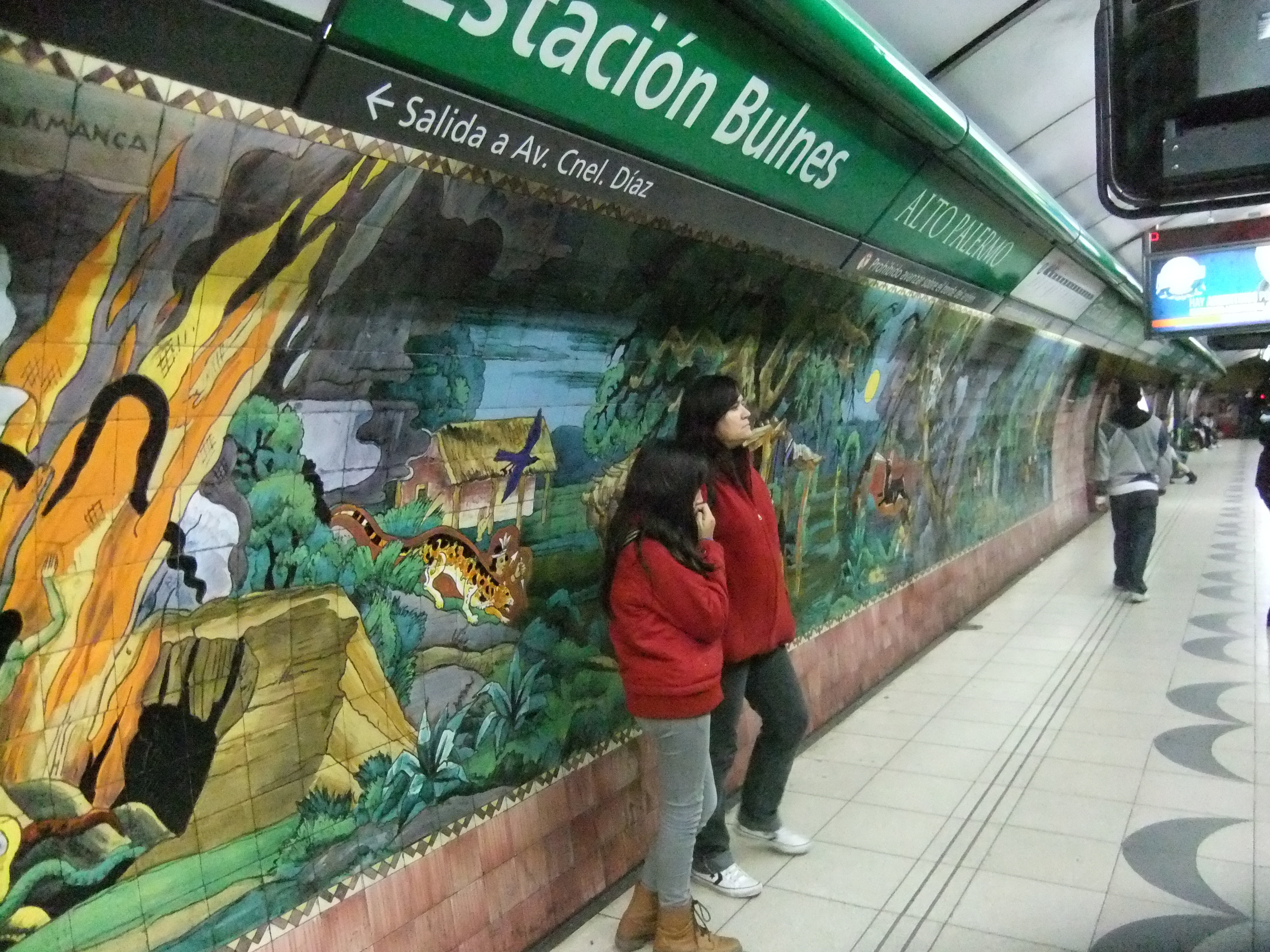
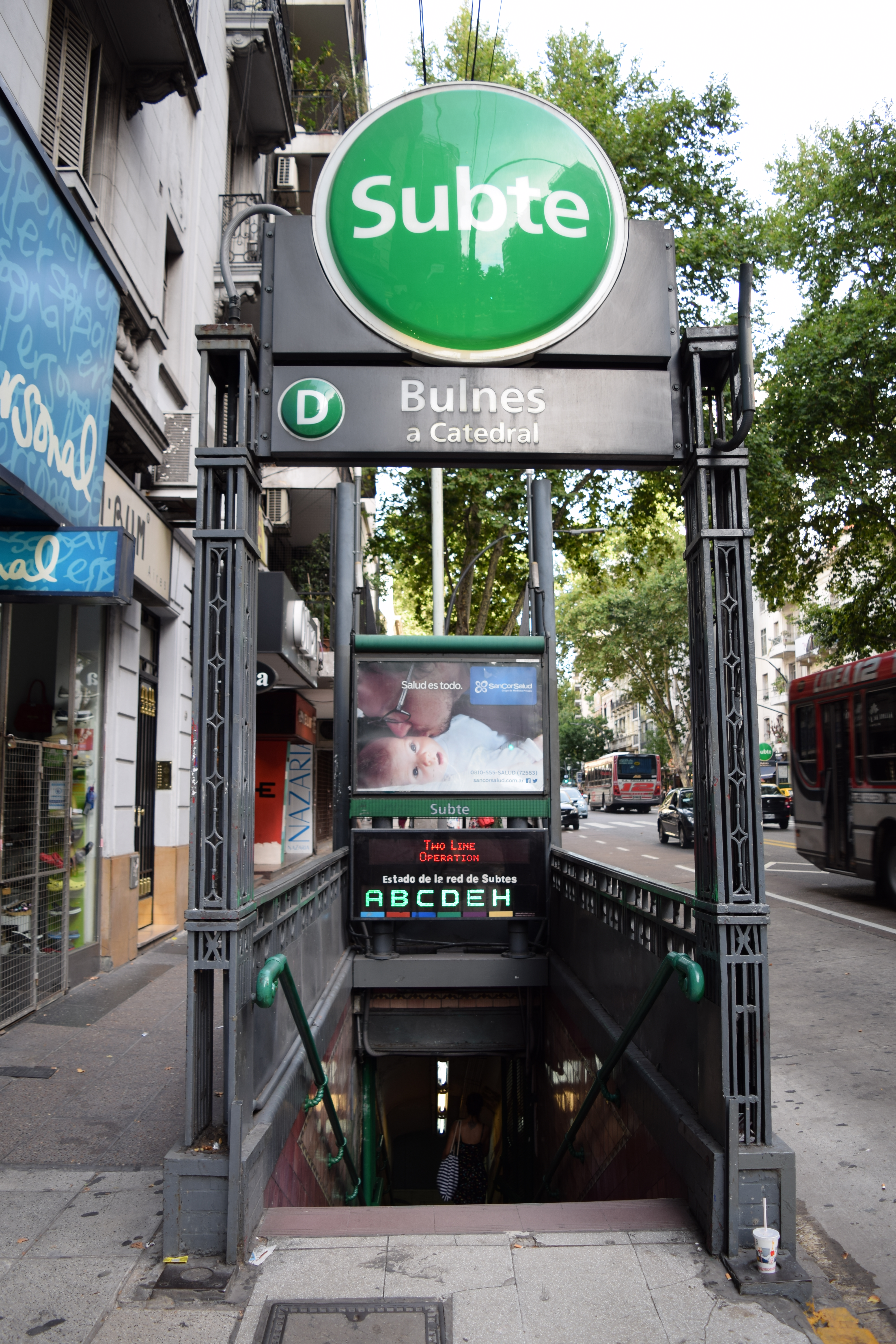
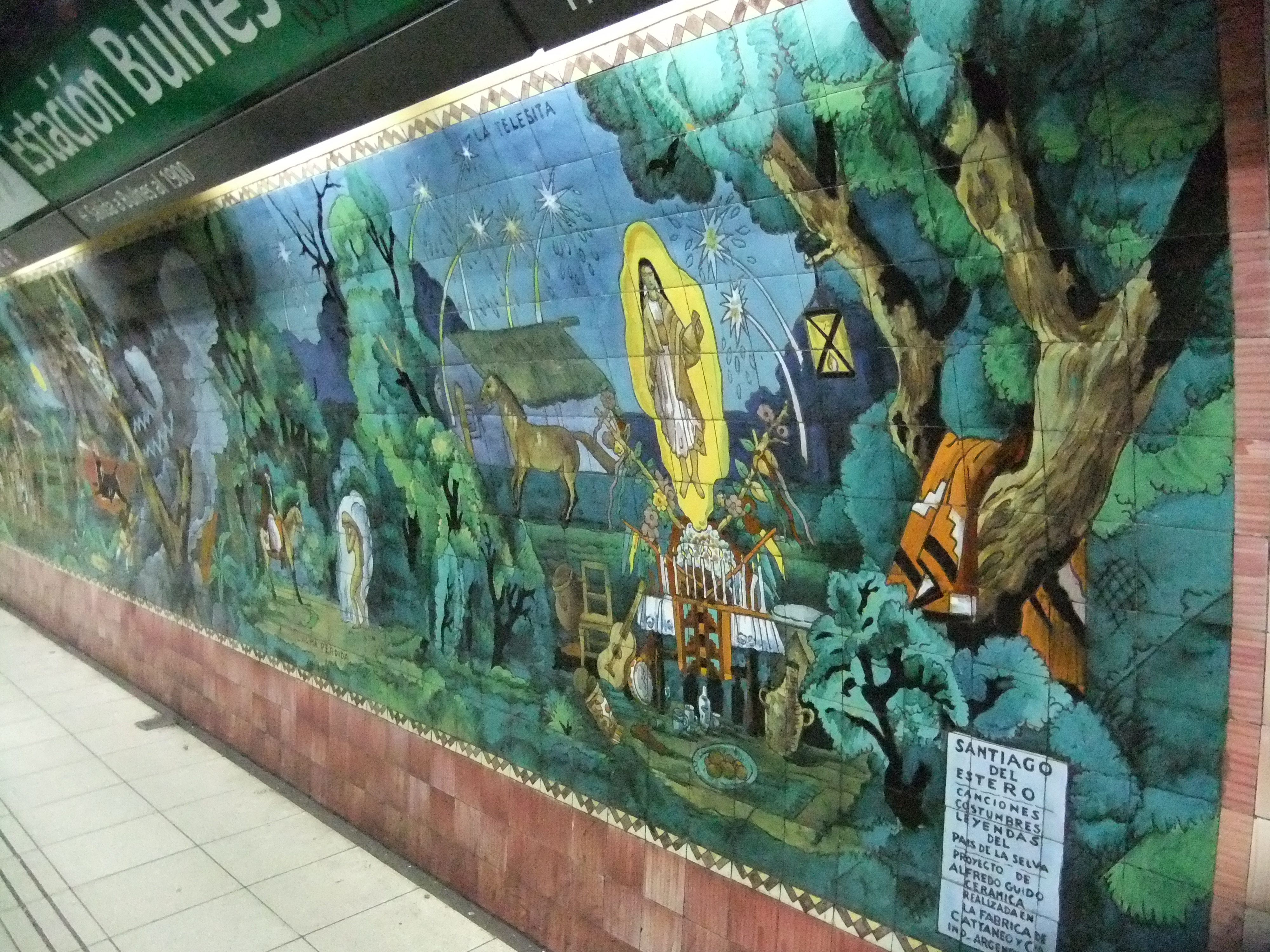